# تومب رايدر: أسطورة لارا كروفت
تومب رايدر: أسطورة لارا كروفت (بالإنجليزية: Tomb Raider: The Legend of Lara Croft)‏ هو مسلسل رسوم متحركة أمريكي من نوع المغامرات والأكشن مبني على سلسلة ألعاب الفيديو تومب رايدر من إنتاج شركة كريستال ديناميكس ، بطولة هايلي أتويل في دور لارا كروفت .
تدور أحداث المسلسل في نفس الخط الزمني لسلسلة ألعاب الفيديو التي بدأت في عام 2013 ، وتدور أحداثه بعد أحداث لعبة "شادو أوف ذا توم ريدر" التي صدرت عام 2018.
صدر المسلسل لأول مرة على نتفليكس في 10 أكتوبر 2024.

## القصة
تواجه المغامرة المغوارة "لارا كروفت"، التي تشق طريقها حول العالم لتخوض مطاردات عالية الخطورة، ماضيًا سبب لها أوجاعًا وصدمات بالغة أثناء محاولتها الكشف عن لغز قديم.

## الحلقات
تم إصدار جميع الحلقات على نتفليكس في 10 أكتوبر 2024.
| رقم الحلقة | عنوان الحلقة              | مدة الحلقة | وصف الحلقة |
| ---------- | ------------------------- | ---------- | --- |
| 1          | الخطوة الأولى             | 35 د       | عندما يسرق لص يستخدم تقنية متطورة تحفة أثرية غامضة من اليشم من قصر "كروفت"، تهبّ المغامرة الأثرية الشجاعة "لارا كروفت" إلى العمل لاستعادتها.                    |
| 2          | سلسلة أكاذيب متفق عليها   | 27 د       | بعد تعقّبهما أثر اللص إلى قرية في الصين، تبحث "لارا" و"جونا" عن مجموعة من الأطفال المفقودين ويكتشفان أمرًا مذهلًا في قبر تحت الأرض.                               |
| 3          | عالقة في المنتصف          | 28 د       | يكشف "ديفرو" المرتزق الذي يعتزم الانتقام الحقيقة وراء بحثه عن "أحجار الأخطار"، وتتسلل "لارا" إلى المجمع الذي تسكنه قائدة جماعة مسلحة سيئة السمعة في "إسطنبول". |
| 4          | أكاذيب كبيرة وأسرار صغيرة | 28 د       | في أعماق سراديب "باريس"، تكشف "لارا" و"كاميلا روث"، عميلة في الشرطة الجنائية الدولية، عن رابط أسطوري بين "أحجار الأخطار" و"فرسان الهيكل".                      |
| 5          | علاقة واتصال              | 24 د       | بعد قفزها بالمظلة وهبوطها على الأراضي الإيرانية، تستقل "لارا" قطارًا مسرعًا وتقاتل ركابًا تهيمن عليهم قوة ما لإنقاذ صديق قديم من قبضة "ديفرو" الشريرة.            |
| 6          | طريق الروح                | 25 د       | ثمة دليل من علم الفلك يدفع "لارا" مسرعة إلى موقع معركة قديمة حيث تفيد الأسطورة بأنه يأوي حجر الخطر الأخير تحت شجرة ذهبية.                                      |
| 7          | قطبان متنافران            | 27 د       | مع اقتراب نفاد الوقت، تقود "لارا" و"كاميلا" مهمة يائسة لسلب "أحجار الأخطار" من "ديفرو" الذي يخضع جسده لتغيير وحشي.                                             |
| 8          | رحلة الألف ميل            | 27 د       | على قمة جبل "كونلون" السحرية، تواجه "لارا" تحديات واحدة من الآلهة وخطرًا جديدًا عملاقًا أثناء سعيها لإعادة النظام إلى العالم.                                     |

## وصلات خارجية
- تومب رايدر: أسطورة لارا كروفت على موقع IMDb (الإنجليزية)
- تومب رايدر: أسطورة لارا كروفت على موقع ميتاكريتيك (الإنجليزية)
- تومب رايدر: أسطورة لارا كروفت على موقع روتن توميتوز (الإنجليزية)
- تومب رايدر: أسطورة لارا كروفت على موقع نتفليكس (الإنجليزية)
- تومب رايدر: أسطورة لارا كروفت على موقع فيلمافينيتي (الإسبانية)
- تومب رايدر: أسطورة لارا كروفت على موقع كينوبويسك (الروسية)
- تومب رايدر: أسطورة لارا كروفت على موقع ألو سيني (الفرنسية)
- تومب رايدر: أسطورة لارا كروفت على موقع قاعدة بيانات الفيلم (الإنجليزية)